# Regularni jezik
Regularni jezik (još i pravilni jezik) jest formalni jezik (tj. potencijalno beskonačan skup konačnih slijedova znakova konačne abecede) koji zadovoljava sljedeća istovjetna svojstva:
- može ga prihvatiti deterministički konačni automat
- može ga prihvatiti nedeterministički konačni automat
- može ga prihvatiti alternirajući konačni automat
- može biti opisan regularnim izrazom
- može ga generirati regularna gramatika
- može ga generirati prefiksna gramatika
- može ga prihvatiti Turingov stroj čija glava samo čita znakove ulazne trake
- može se definirati u monadičkoj logici drugog reda

## Regularni jezici nad abecedom
Skup svih regularnih jezika nad abecedom Σ je definiran rekurzivno na sljedeći način:
- Prazni jezik Ø je regularni jezik.
- Jezik praznog niza { ε } je regularni jezik.
- Za svaki a ∈ Σ, singleton { a } je regularni jezik.
- Ako su A i B regularni jezici, tada su A ∪ B (unija), A • B (nadovezivanje) te A* (Kleeneov operator) također regularni jezici.
- Nijedan drugi jezik nad Σ nije regularan.

Svi konačni jezici su regularni. Ostali tipični primjeri regularnih jezika uključuju jezik koji se sastoji od svih nizova znakova (stringova) nad abecedom {a, b} koji sadrže paran broj znakova a, ili jezik koji se sastoji od svih nizova znakova oblika: nekoliko znakova a nakon kojih slijedi nekoliko znakova b.
Ako jezik nije regularan, tada stroj koji ga prepoznaje mora imati najmanje Ω(log log n) prostora (gdje je n duljina ulaznog niza). Drugim riječima, klasa složenosti DSPACE(o(log log n)) je jednaka klasi regularnih jezika. U praksi je većina neregularnih problema riješiva strojevima koji uzimaju prostor najmanje logaritamske složenosti.

## Svojstva zatvorenosti
Regularni jezici su zatvoreni nad sljedećim operacijama: To jest, ako su L i P regularni jezici, tada su sljedeći jezici također regularni:
- komplement {\displaystyle {\bar {L}}} jezika L
- Kleeneov operator {\displaystyle L^{*}} jezika L
- slika (kodomena) φ(L) jezika L pod homeomorfizmom
- nadovezivanje (konkatenacija) {\displaystyle L\circ P} jezika L i P
- unija {\displaystyle L\cup P} jezika L i P
- presjek {\displaystyle L\cap P} jezika L i P
- razlika {\displaystyle L-P} jezika L i P
- Prevrtanje {\displaystyle L^{R}} jezika L
- POLOVICA(L), skup svih nizova znakova koji čine prvu polovicu nizova znakova u L

## Odlučivanje regularnosti jezika
Da bismo locirali regularne jezike u Chomskyjevoj hijerarhiji, možemo prvo primijetiti da je svaki regularni jezik kontekstno neovisan. Obrat ne vrijedi: primjer je jezik koji sadrži jednak broj znakova a i b, koji je neregularan kontekstno neovisan jezik. Za dokaz neregularnosti jezika poput takvog može se koristiti Myhill-Nerode teorem ili svojstvo napuhavanja.
Postoje dva čisto algebarska pristupa prilikom definiranja regularnih jezika. Ako je Σ konačna abeceda i Σ* označava slobodni monoid nad Σ ako se sastoji od svih nizova znakova nad Σ,   f : Σ* → M je monoidni homeomorfizam pri čemu je M konačni monoid, S podskup skupa M, i pri tome je skup f −1(S) regularan. Svaki regularni jezik može iznići na ovakav način.
Ako je L neki podskup skupa Σ*, može se definirati relacija ekvivalencije ~ nad Σ* na sljedeći način: u ~ v je definirana na način
uw ∈ L ako i samo ako vw ∈ L za svaki w ∈ Σ*
Jezik L je regularan ako i samo ako broj klasa ekvivalencije relacije ~ je konačan. Ako je to istina, tada je taj broj jednak broju stanja minimalnog konačnog automata koji prihvaća L.

## Konačni jezici
Konačni jezici su specifični podskup klase regularnih jezika - oni jezici koji sadrže samo konačan broj riječi. Oni su očito regularni jer se uvijek može napisati regularni izraz koji je unija svih riječi u jeziku.

## Vanjske poveznice
- Odsjek za računarstvo na University of Western Ontario: Grail+, http://www.csd.uwo.ca/Research/grail/  Arhivirana inačica izvorne stranice od 4. travnja 2006. (Wayback Machine). Programski paket za manipuliranje regularnim izrazima, konačnim automatima i konačnim jezicima. Besplatan za nekomercijalnu uporabu.
- Chalchalero! http://www.ucse.edu.ar/fma/sepa/chalchalero.htm  Arhivirana inačica izvorne stranice od 18. siječnja 2007. (Wayback Machine). Besplatan vizualni softver za manipulaciju regularnim izrazima, regularnim gramatikama, konačnim automatima i konačnim jezicima razvijen od strane projekta SEPa! (Universidad Católica de Santiago del Estero)